# Plesiomma testaceum
Plesiomma testaceum är en tvåvingeart som först beskrevs av Fabricius 1805.  Plesiomma testaceum ingår i släktet Plesiomma och familjen rovflugor.
Artens utbredningsområde är Guyana. Inga underarter finns listade i Catalogue of Life.